# Pidżyn nigeryjski
Pidżyn nigeryjski, naija (wym. najdzia), ang. Nigerian Creole English – język pidżynowy służący do komunikacji między osobami pochodzącymi z różnych grup językowych na terenie Nigerii. Liczbę osób posługujących się tym językiem ocenia się na około 30 milionów. Jest częściowo zrozumiały dla osób posługujących się językami kreolskimi krio (Sierra Leone) czy kamtok (Kamerun). Wykazuje także cechy języka kreolskiego, gdyż wiele osób posługuje się nim jako ojczystym. Jako superstrat służy język angielski, natomiast jako substrat – miejscowe języki afrykańskie, zwłaszcza hausa, igbo i joruba.